# Desmodieae
Desmodieae es una tribu de plantas con flores perteneciente a la subfamilia Faboideae dentro de la familia Fabaceae.

## Subtribu y géneros
- Bryinae (ahora parte de la tribu Dalbergieae)
  - Brya - Cranocarpus
- Desmodiinae
  - Alysicarpus - Aphyllodium - Arthroclianthus - Christia - Codariocalyx - Dendrolobium - Desmodiastrum - Desmodium - Droogmansia - Eleiotis - Leptodesmia - Mecopus - Melliniella - Nephrodesmus - Phyllodium - Pseudarthria - Pycnospora - Tadehagi - Trifidacanthus - Uraria - Urariopsis
- Lespedezinae
  - Campylotropis - Kummerowia - Lespedeza - Neocollettia - Phylacium